# Michael Sardelic
Michael Sardelic (* 1959 in Wien) ist ein österreichischer Pädagoge und Fotograf.

## Leben
Michael Sardelic studierte Bildnerische Erziehung an der Pädagogischen Hochschule Tirol in Innsbruck. Seit 1990 ist er Mitglied der Innviertler Künstlergilde. Mit Hermine Reidinger arbeitet er unter der Bezeichnung HumART an gemeinsamen Kunstprojekten. Anfang der 1990er-Jahre war er Mitautor von zwei Schulbüchern.
Michael Sardelic lebt in Andorf und arbeitet in Ried im Innkreis.

## Auszeichnungen und Nominierungen (Auswahl)
- 1982 Kunstpreis der Stadt Innsbruck 2. Preis für Fotografie
- 2011 Nominierung zum St.-Leopold-Friedenspreis
- 2011 Honorable Mention – LICC – London International Creative Competition
- 2012 Nominierung Internationaler Preis für zeitgenössische Kunst Adrenalina in Rom
- 2013 Nominierung 12. Internationaler Syrlin-Kunstpreis in Stuttgart